# Herrings (New York)
Herrings est une census-designated place du comté de Jefferson, dans l'État de New York, aux États-Unis,. En 2020, elle compte une population de 116 habitants.